# نیدو
شهر نیدو  در بخش نیدو در ایالت برن در کشور سوئیس واقع شده‌است که ۶٬۷۰۰ نفر  جمعیت دارد.